# Karen Soto
Karen Andrea Soto Lugo (Maracaibo, Zulia, 26 de maio de 1992) é uma modelo venezuelana, que ganhou o Miss Mundo Venezuela 2013. Ela representou seu país no Miss Mundo 2013, em Bali (Indonésia), em 28 de setembro de 2013.
Soto foi coroada Miss Mundo Venezuela 2013 durante a primeira edição do concurso Miss Mundo Venezuela, realizado em 10 de agosto de 2013 em Caracas. Ela foi coroada pela entao detentora do título Gabriella Ferrari e Ivian Sarcos, Miss Mundo 2011.
Karen já havia competido no Miss Venezuela 2010, representando a Costa Oriental, quando figurou no Top 10.

## Biografia
Seus pais são Yulima Lugo e Guillermo Soto, e Karen tem 2 irmãos. Em 2006 iniciou seus estudos em Modelagem e Comportamento Social na prestigiosa instituição Gero Producciones del Estado Zulia. Em seguida, em 2007 da mão da Organização "Richard Producciones", competindo no Miss Occidente Venezuela representando o estado de Yaracuy ganhando o título da noite Miss Occidente Venezuela 2007.
Posteriormente em 2010 participou no Miss Venezuela como “Costa Leste” onde obteve uma destacada participação e em 2013 participou no Miss Venezuela Mundo onde foi vencedora, sendo esta uma das suas maiores conquistas ao longo da sua carreira de modelo.

## Concursos

### Miss Occidente 2007
Em 2007 pela mão da Empresa “Richard Producciones” concorreu no Miss Occidente Venezuela, realizado na Sala de Eventos de Maracaibo. Soto representava o estado de Yaracuy, ela venceu o concurso e foi coroada Miss Occidente Venezuela 2007.

### Miss Venezuela 2010
Karen participou do Miss Venezuela 2010 que aconteceu na cidade de Maracaibo representando a Costa Leste do Lago (Zulia); Nesta edição, ficou no TOP 10. Quem ganhou o concurso foi Vanessa Gonçalves, do estado de Miranda. 

### World Next Top Model 2011
Em 2011 Soto viajou para a cidade de Beirute, no Líbano, para representar a Venezuela no World Next Top Model 2011, onde competiu com candidatas de diferentes países e regiões. Karen consegue avançar para o top 5 junto com as representantes da Rússia, Iugoslávia, Islândia e Sérvia e finalmente consegue fazer o "back to back" vencendo a referida disputa e sendo coroada por seu antecessor e também pela venezuelana Luna Ramos. 

### Miss Venezuela World 2013
Soto participou da primeira edição do Miss Venezuela World, que aconteceu no estúdio 1 da Venevisión em Caracas. Na última noite concorreu com outras 11 candidatas de diferentes regiões do país e no final da noite foi a vencedora do concurso e foi coroada por sua antecessora Gabriella Ferrari como Miss Venezuela Mundo 2013, conseguindo assim o direito de representar esta nação no Miss Mundo 2013 em Jacarta, Indonésia, no entanto, neste ela não se qualificou.

## Vida pessoal
Soto é casada com Mario Onorato e em novembro de 2020 revelou que estão esperando seu primeiro filho.